# EDC Paris Business School
EDC Paris Business School, före detta Ecole des dirigeants et des créateurs d'entreprises, är en fransk handelshögskola (Grande École). EDC Paris Business School verkar i La Défense.
EDC Paris Business School som EDC, grundades år 1950 som Ecole Des Cadres. 
EDC är en av de handelshögskolorna i världen som har fått trippelackrediteringen av CGE, EPAS och UGEI. Bland skolans alumner finns framstående företagsledare och politiker, som till exempel Jean Todt (President för FIA).